# Jan Maścianica
Jan Maścianica (ur. 4 stycznia 1952 w Mrągowie) – polski polityk, samorządowiec, w latach 2007–2014 wicewojewoda warmińsko-mazurski.

## Życiorys
Ukończył w 1976 studia na Politechnice Gdańskiej w Gdańsku. W latach 1977–1991 pracował jako technolog, kierownik oraz szef produkcji w Zakładzie Doświadczalnym Przemysłowego Instytutu Maszyn Budowlanych w Biskupcu. Następnie do 1993 był sekretarzem gminy Biskupiec. Od 1993 do 1995 sprawował urząd burmistrza Biskupca. Od 2002 do 2007 był wicestarostą olsztyńskim. Przez siedem lat pełnił też funkcję prezesa zarządu Fundacji Ochrony Wielkich Jezior Mazurskich. W grudniu 2007 został powołany na stanowisko wicewojewody warmińsko-mazurskiego. Wstąpił do Platformy Obywatelskiej. W lutym 2014 minister administracji i cyfryzacji Rafał Trzaskowski podał informację o zdymisjonowaniu wicewojewody warmińsko-mazurskiego. Jan Maścianica zakończył urzędowanie w następny miesiącu.
W 2013 odznaczony Brązową Odznaką „Zasłużony dla Ochrony Przeciwpożarowej”.